# 나키 웰스
나키 마이클 웰스(영어: Nahki Michael Wells, 1990년 6월 1일 ~ )는 버뮤다의 축구 선수로 현재 잉글랜드 EFL 챔피언십의 브리스틀 시티에서 공격수로 활약하고 있으며 버뮤다 축구 국가대표팀의 주장을 맡고 있다.

## 유소년 시절
12세의 나이에 댄티 타운 호네츠 유스팀에 입단하며 선수 생활을 본격적으로 시작했고 이후 네덜란드 에레디비시의 명문 AFC 아약스에서 입단테스트를 진행했지만 계약으로까지는 이어지지 못했다.

## 클럽 경력

### 초기 경력
19세이던 2009년 댄티 타운 호네츠 성인팀과 입단 계약을 맺으며 프로에 정식 입문한 뒤 2009년 더들리 아이 트로피 4강, 2009-10 시즌 리그 우승, 2010년 버뮤다 채리티 실드 준우승, 2009-10 시즌 마턴머컵 우승 등에 공헌했고 그 후 2010 시즌을 앞두고 USL 리그 2의 버뮤다 호그스로 이적하여 9경기 2골을 기록했다.

### 칼라일 유나이티드
2010-11 시즌 에클스힐 유나이티드를 거쳐 잉글랜드 EFL 리그 원의 칼라일 유나이티드 이적을 통해 프로 데뷔 이후 처음으로 유럽 무대에 진출했고 이 시즌 리그 3경기에 출전했다.

### 브래드퍼드 시티
2010-11 시즌을 마치고 칼라일 유나이티드를 떠나 잉글랜드 EFL 리그 투의 브래드퍼드 시티로 이적하여 2013-14 시즌 겨울 이적 시장 전까지 공식전 112경기 53골을 터뜨리며 2회 연속 EFL 트로피 8강, 2012-13 시즌 EFL 리그 투 플레이오프 우승, 2012-13 시즌 EFL컵 준우승 등의 눈부신 성과들을 이끌어내는 등 브래드퍼드 시티의 핵심 공격수로 활약했다.

### 허더즈필드 타운
2013-14 시즌에서도 브래드퍼드 시티에서 공식전 21경기 15골의 활약을 펼치던 도중 잉글랜드 EFL 챔피언십의 허더즈필드 타운으로 이적한 뒤 2016-17 시즌까지 공식전 153경기 40골을 터뜨리며 2016-17 시즌 EFL 챔피언십 플레이오프 우승과 함께 45년만의 프리미어리그 승격에 큰 힘을 실어주는 등 4시즌동안 허더즈필드 타운의 핵심 공격수로 활약했다.

### 퀸스 파크 레인저스
2016-17 시즌을 끝으로 허더즈필드 타운을 떠나 잉글랜드 프리미어리그의 번리 FC로 둥지를 틀었으나 부상으로 인해 2017-18 시즌 공식전 10경기 출전에 그치면서 결국 2017-18 시즌을 마치고 EFL 챔피언십의 퀸스 파크 레인저스로 임대 이적했으며 임대 이적 후 2019-20 시즌 후반부까지 공식전 72경기 24골을 터뜨렸다.

### 브리스틀 시티
2019-20 시즌 EFL 챔피언십 33라운드를 앞두고 브리스틀 시티로 이적한 뒤 2022-23 시즌을 마친 현재까지 공식전 153경기 30골을 기록하고 있고 특히 2020-21 시즌에서는 10골을 터뜨리며 파마라 디에디우와 함께 팀내 공동 최다 득점자에 이름을 올렸으며 2022-23 시즌에서는 11골을 터뜨리며 팀내 단독 최다 득점자 반열에 올랐다.

## 국가대표팀 경력

### 버뮤다 A대표팀
2007년 버뮤다 A대표팀에 처음으로 발탁된 뒤 같은 해 로도스섬에서 개최된 아일랜드 게임을 통해 비공식 국제 대회 데뷔전을 치렀고 팀은 이 대회 4경기에서 1승 3패를 기록하며 4위에 이름을 올렸다.
이후 한동안 대표팀에 발탁되지 않았다가 2011년에 열린 2014년 FIFA 월드컵 북중미카리브 지역 2차 예선을 통해 4년만에 A대표팀에 재합류한 이후 첫 공식 국제 대회를 치렀고 팀은 2차 예선에서 가이아나, 트리니다드 토바고, 바베이도스를 상대로 3승 1무 2패·B조 3위로 월드컵 지역 2차 예선 최고 성적을 거두며 2차 예선을 마무리했다.
그리고 이듬해인 2012년 2월 글런 뱅케니 버뮤다 스포츠 장관으로부터 버뮤다의 가장 유망한 선수 중 하나라는 평가를 받았고 또 이듬해인 2013년 6월에도 버뮤다 정부로부터 스타 선수로 호평을 받았으며 약 2년 후 열린 2018년 FIFA 월드컵 북중미카리브 지역 1차 예선에서도 바하마를 상대로 2경기에서 3골을 터뜨리며 버뮤다의 2회 연속 2차 예선 진출을 이끌었다.
그 후 2019-20년 CONCACAF 네이션스리그 예선에서도 엘살바도르와 도미니카 공화국을 상대로 2골을 뽑아내며 버뮤다의 사상 첫 골드컵 본선 진출이자 메이저 대회 본선 첫 진출을 이끌었고 이후 2019년 CONCACAF 골드컵 본선에서도 2골을 터뜨리며 버뮤다의 메이저 대회 본선 역사상 첫 승에 기여했다.
그리고 2019-20년 CONCACAF 네이션스리그 A에서도 3골을 터뜨리며 분전했고 팀은 1승 3패로 파나마와 동률을 이뤘지만 골득실차에서 밀리면서 차기 시즌 리그 B 강등과 함께 2021년 CONCACAF 골드컵 예선으로 밀려났으며 2021년 CONCACAF 골드컵 예선에서도 바베이도스전 해트트릭을 비롯해 4골을 터뜨리며 활약했지만 팀이 2라운드에서 아이티에 밀려 예선에서 탈락하면서 빛이 바래지고 말았다.
그 뒤 2024년 10월 12일 도미니카 연방과의 2024-25년 CONCACAF 네이션스리그 B D조 3차전에서 A매치 통산 2번째 해트트릭을 달성하며 팀의 6-1 대승과 함께 5회 연속 CONCACAF 골드컵 예선 진출에 기여했으나 팀은 2025년 CONCACAF 골드컵 예선에서 온두라스를 상대로 1·2차전 합산 3-7로 완패하며 6년만의 통산 2번째 골드컵 본선 진출이 무산되었다.

## 국가대표팀 골
| No. | 일시             | 장소                                                            | 출전 | 상대              | 점수 | 결과 | 매치 형식                                 |
| --- | ---------------- | --------------------------------------------------------------- | ---- | ----------------- | ---- | ---- | ----------------------------------------- |
| 1   | 2011년 10월 7일  | 버뮤다 국립 경기장, 디본셔 패리시, 버뮤다                       | 5    | 트리니다드 토바고 | 2–0  | 2–1  | 2014년 FIFA 월드컵 북중미카리브 지역 예선 |
| 2   | 2011년 11월 14일 | 버뮤다 국립 경기장, 디본셔 패리시, 버뮤다                       | 7    | 바베이도스        | 1–0  | 2–1  | 2014년 FIFA 월드컵 북중미카리브 지역 예선 |
| 3   | 2015년 3월 25일  | 토머스 로빈슨 스타디움, 나소, 바하마                            | 8    | 바하마            | 2–0  | 5–0  | 2018년 FIFA 월드컵 북중미카리브 지역 예선 |
| 4   | 2015년 3월 29일  | 버뮤다 국립경기장, 디본셔 패리시, 버뮤다                        | 9    | 바하마            | 1–0  | 3–0  | 2018년 FIFA 월드컵 북중미카리브 지역 예선 |
| 5   | 2015년 3월 29일  | 버뮤다 국립경기장, 디본셔 패리시, 버뮤다                        | 9    | 바하마            | 3–0  | 3–0  | 2018년 FIFA 월드컵 북중미카리브 지역 예선 |
| 6   | 2018년 11월 16일 | 버뮤다 국립경기장, 디본셔 패리시, 버뮤다                        | 10   | 엘살바도르        | 1–0  | 1–0  | 2019-20년 CONCACAF 네이션스리그 예선      |
| 7   | 2019년 3월 24일  | 에스타디오 시바오, 산티아고 데 로스 카바예로스, 도미니카 공화국 | 11   | 도미니카 공화국   | 2–1  | 3–1  | 2019-20년 CONCACAF 네이션스리그 예선      |
| 8   | 2019년 6월 20일  | 도요타 스타디움, 텍사스주 프리스코, 미국                        | 14   | 코스타리카        | 1–2  | 1–2  | 2019년 CONCACAF 골드컵                    |
| 9   | 2019년 6월 24일  | 레드불 아레나, 해리슨 뉴저지주, 미국                            | 15   | 니카라과          | 2–0  | 2–0  | 2019년 CONCACAF 골드컵                    |
| 10  | 2019년 9월 8일   | 에스타디오 로멜 페르난데스, 파나마시티, 파나마                  | 17   | 파나마            | 1–0  | 2–0  | 2019-20년 CONCACAF 네이션스리그 A         |
| 11  | 2019년 9월 8일   | 에스타디오 로멜 페르난데스, 파나마시티, 파나마                  | 17   | 파나마            | 2–0  | 2–0  | 2019-20년 CONCACAF 네이션스리그 A         |
| 12  | 2019년 10월 12일 | 버뮤다 국립경기장, 디본셔 패리시, 버뮤다                        | 18   | 멕시코            | 1–3  | 1–5  | 2019-20년 CONCACAF 네이션스리그 A         |

## 대회 성적

### 클럽
댄디 타운 호네츠
- 버뮤다 프리미어 디비전 : 우승 (2009-10)
- 마턴머컵 : 우승 (2009-10)
- 더들리 아이 트로피 : 4강 (2009)
- 버뮤다 채리티 실드 : 준우승 (2010)

 브래드퍼드 시티
- EFL 리그 투 플레이오프 : 우승 (2012-13)
- EFL컵 : 준우승 (2012-13)

 허더즈필드 타운
- EFL 챔피언십 플레이오프 : 우승 (2016-17)

### 국가대표팀
버뮤다
- 아일랜드 게임 : 4위 (2007)

### 개인 수상
- CONCACAF 골드컵 예선 베스트 11 : 2021